# Bronisława Dowiakowska
Bronisława Dowiakowska (ur. 9 lutego 1840 r. w Warszawie, zm. 3 lutego 1910 r. tamże) – polska śpiewaczka operowa.

## Życiorys

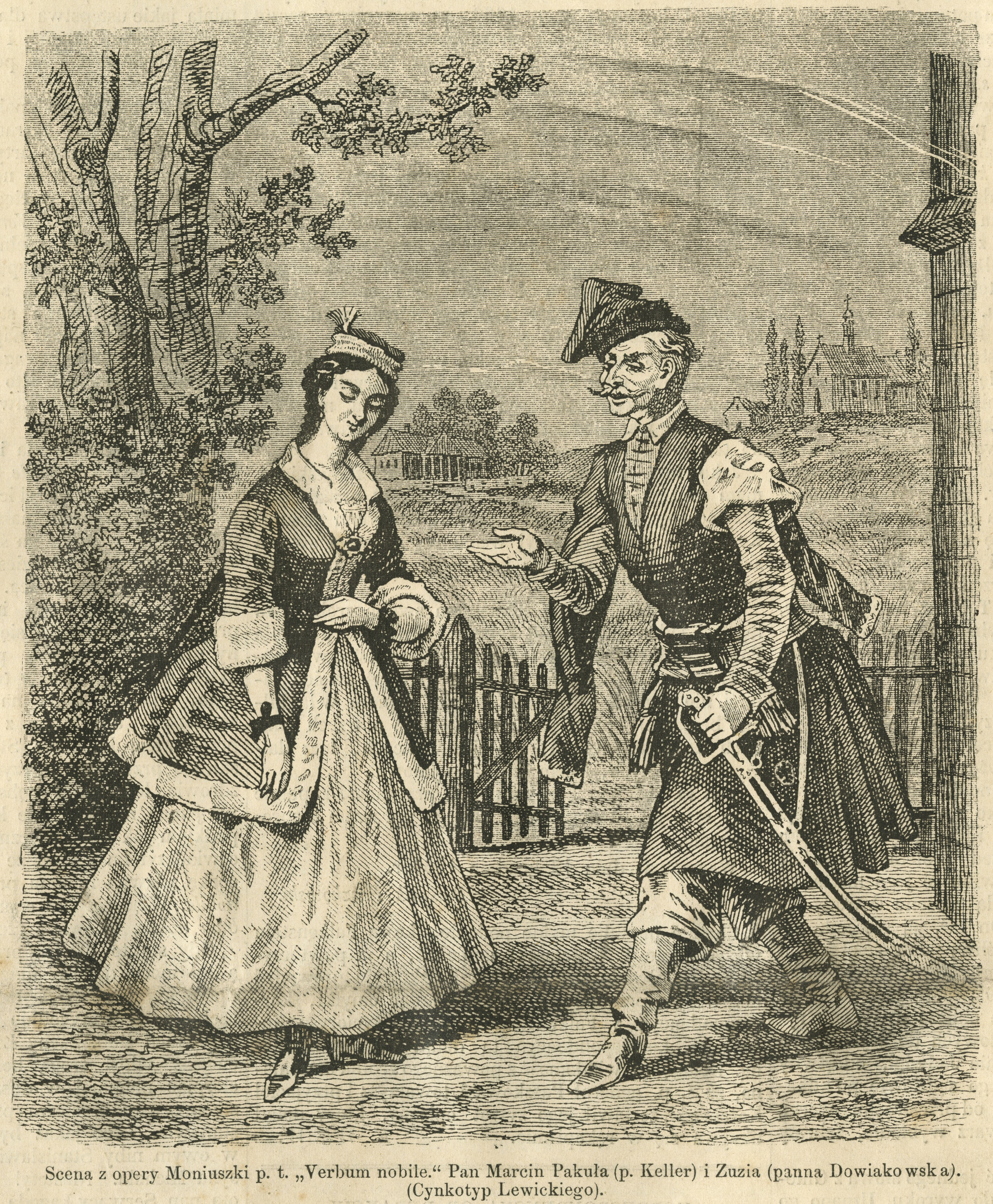
Scena z opery Moniuszki pt. ,,Verbum nobile. Pan Marcin Pakuła (p. Kelller) i Zuzia (panna Dowiakowska) - Jan Nepomucen Lewicki, 1860 r.

Mając 14 lat, zaczęła uczyć się śpiewu pod kierunkiem Jana Ludwika Quatriniego. Występowała na koncertach. Na scenie zadebiutowała 20 kwietnia 1858 r. w Warszawskich Teatrach Rządowych w partii Eleonory (Aleksander Stradella Friedricha von Flotowa). Kolejne jej role to: Małgorzaty (Hugonoci Giacomo Meyerbeera) i Elwiry (Purytanie Vincenzo Belliniego). 1 III 1859 została zaangażowana do WTR, przy czym swoją karierę związała z warszawskim Teatrem Wielkim. Przez 36 lat była najlepiej opłacaną tam solistką.
W 1864 poślubiła urzędnika, Jakuba Klimowicza, jednak nadal używała nazwiska panieńskiego. W latach 1873–1885 występowała w Krakowie, Kijowie, Lwowie i Odessie.
Po wykonaniu ponad 100 partii operowych i ostatnim występie (2 września 1894 r.), zajęła się pracą pedagogiczną. Uczyła śpiewu m.in. Wiktorię Kawecką.
Od 1908 r. zasiadała w zarządzie amatorskiego Towarzystwa Teatralnego im. Bogusławskiego.
Głos śpiewaczki zadziwiał ówczesnych słuchaczy i znawców szczególną odmianą sopranu:od dolnego A do trzykreślnego E. Solistka potrafiła zapanować głosem nad chórem i orkiestrą, co umożliwiało jej śpiewanie partii dramatycznych, lirycznych i koloraturowych. Zachwycona publiczność, po każdym występie rzucała kwiaty oraz kosztowności pod nogi artystki.
Była pierwszą Hanną w Strasznym Dworze Stanisława Moniuszki (1864 r.). 

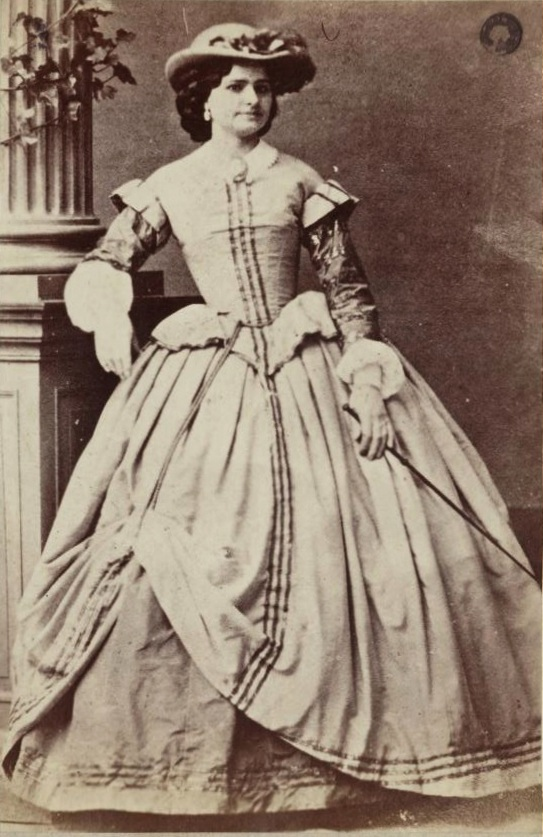
Bronisława Dowiakowska w kostiumie do partii tytułowej opery Stanisława Moniuszki Hrabina - fot. Konrad Brandel, ok. 1866 r.